# 2000年香港
|        | 香港歷史 \| 香港歷史年表                                                                                                   |
| 世紀： | 19世紀香港 \| 20世紀香港 \| 21世紀香港                                                                                     |
| 年代： | 1970年代香港 \| 1980年代香港 \| 1990年代香港 \| 2000年代香港 \| 2010年代香港 \| 2020年代香港 \| 2030年代香港               |
| 年份： | 1996年香港 \| 1997年香港 \| 1998年香港 \| 1999年香港 \| 2000年香港 \| 2001年香港 \| 2002年香港 \| 2003年香港 \| 2004年香港 |
| 紀年： | 庚辰年（龙年）、香港開埠159周年、香港回歸3周年                                                                             |

## 政府

### 行政

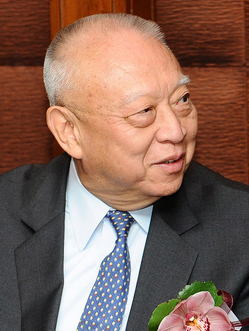
行政長官：董建華
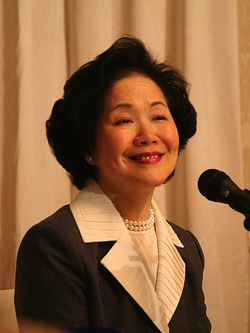
政務司司長：陳方安生
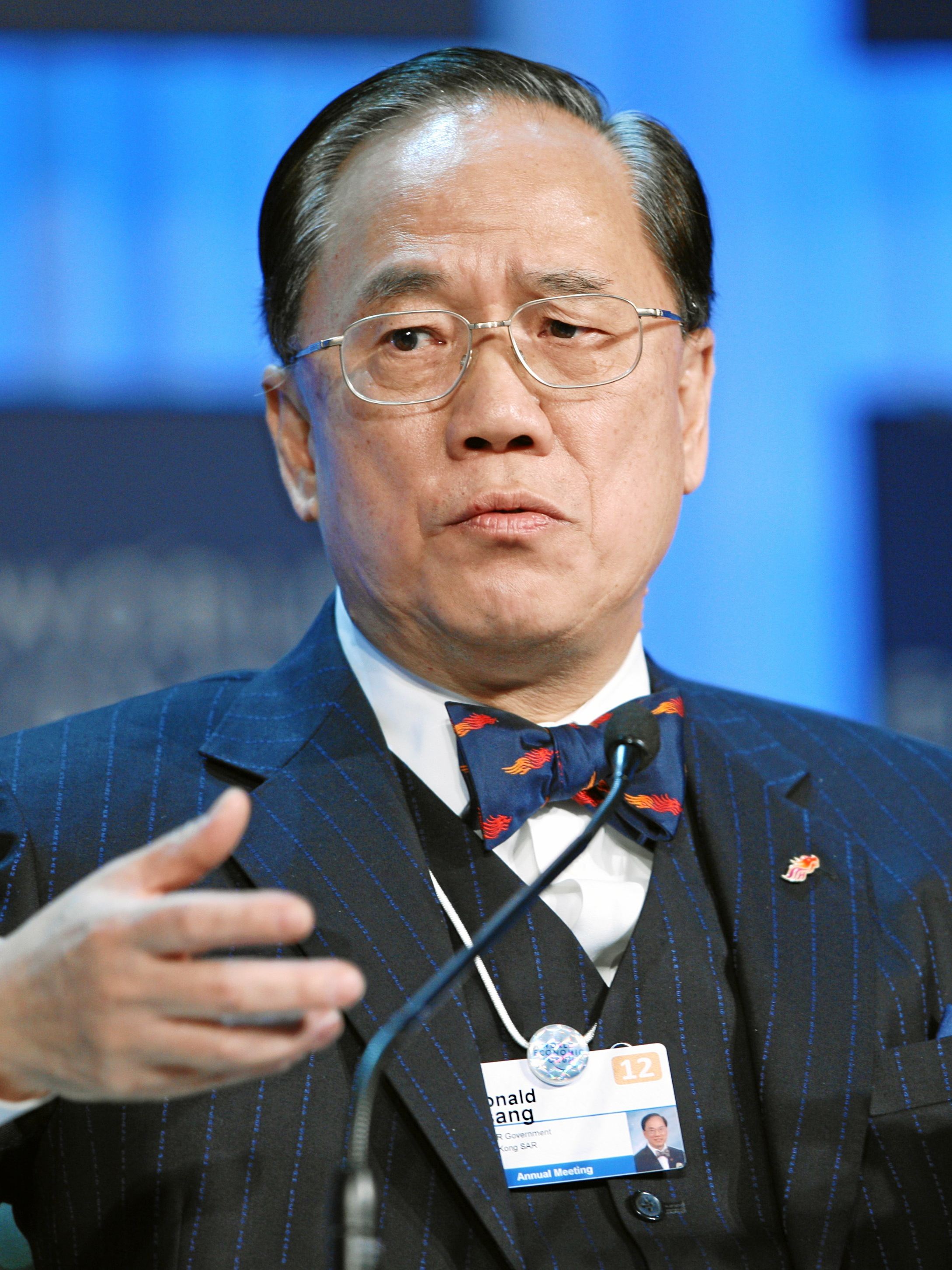
財政司司長：曾蔭權
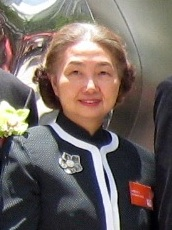
律政司司長：梁愛詩

### 立法

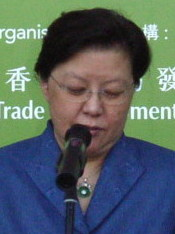
立法會主席：范徐麗泰

### 司法

終審法院首席法官：李國能

## 大事記

### 1月
- 1月1日：香港踏入千禧年，各界高度關注會否出現千年蟲問題，地鐵列車更在踏入千禧年時留在車站月台，停駛一段短時間避免出現故障或意外。
- 1月5日：將軍澳三料殺夫伴屍案—將軍澳翠林邨輝林樓一單位內丈夫被妻子以瀼油、利刀及注射胰島素殺死。此案亦是踏入千禧年後，香港第一宗命案。
- 1月8日：房屋署揭發沙田圓洲角正在興建的居屋短樁醜聞。（詳見圆洲角短桩案）
- 1月14日：新渡輪接管香港小輪原有航線。
- 1月22日：一輛行走98C線的丹尼士三叉戟（ATR146，車牌號碼JC1248）在亞皆老街太平道巴士站撞向前面一輛行走2A線的斯堪尼亞N113（AS11，車牌號碼GW2033），2A線巴士上一名乘客受傷。
- 1月30日：元朗朗屏邨寶屏樓28樓殺嬰案。

### 2月
- 立法會三讀通過《地鐵修訂條例草案》。
- 2月1日：通菜街69號6樓命案。
- 2月2日：早上八時許，一輛行走259D線的巴士在屯門公路近掃管笏撞向前面一輛行走60線的巴士，兩輛巴士共24人受傷。其中一名未有受傷的乘客抵達藍田後感到不適，自行往聯合醫院求醫。
- 2月11日：沙田顯徑邨殺子案。
- 2月16日：
  - 朝鮮民主主義人民共和國（北韓）駐香港總領事館開館[1]。
  - 土瓜灣譚公道鳳姐被殺案。
- 2月19日：駱克道比華利酒店同性情殺案。
- 2月21日：油麻地吳松街與南京街渠務工程中發現的戰時炸彈，該炸彈為美製「M64」型巡航式航空炸彈，呈圓柱體狀，約1米長，直徑30厘米，重500磅，內藏280磅TNT炸藥，屬二戰時盟軍攻擊侵港日軍時由戰機投下之巨型炸彈，殺傷範圍可達直徑二百米[2]。佐敦道、彌敦道、西貢街及炮台街一帶須封閉，約4000人需要疏散[3]。
- 2月24日：
  - 牛頭角下邨第5座11樓精神病漢殺母案，事後兇手當場自盡。
  - 屯門大興邨揭發轟動一時的鹽醃男友碎屍案，少女易寶雯因得知前男友張偉文另結新歡，在家爭拗中把他殺死，更把屍體肢解及鹽醃藏屍於大鐵箱，最後因誤殺罪被判囚10年。

### 3月
- 立法會通過《舞弊及非法行為條例草案2000》。
- 3月17日：香港島薄扶林道、碧荔道及沙宣道包圍的一個路政署地盤發現戰時炸彈，地點在瑪麗醫院路面下約20米山坡。該彈與上月油麻地掘出之炸彈一模一樣，同屬美製「M64」型空投彈，重500磅。晚上約7時開始疏散附近的人，包括瑪麗醫院最接近現場之三座大樓內400名病人，面向地盤的沙宣道港大宿舍偉倫堂逾400名學生也需要緊急撤離。警方爆炸品處理課人員到場進行拆彈至翌日才完成。[2]
- 3月23日：下午一時許，一輛行走66M線的丹尼士巨龍（AD4，車牌號碼EU7509）在屯門公路近屯門閣閃避切線貨車不及撞向其車尾，兩車司機均告受傷。

### 4月
- 4月1日：《舞弊及非法行為條例草案2000》正式生效。
- 4月24日：馬頭角道33號欣榮花園幸福樓海鮮酒家劫殺案。

### 5月
- 漁農自然護理署以違反《野生動物保護條例》，非法管有及飼養猴子為由，將一位名叫陳日標（陳伯）的市民所擁有的一頭名叫金鷹的彌猴帶走。該彌猴多年來陪伴主人在街頭賣藥，更以表演作招徠，成為無人不曉的「生招牌」。事件被香港媒體廣泛報道，市民普遍批評署方不近人情，事件獲大眾高度關注[4]。
- 5月8日：秀茂坪邨一名3歲8個月的男童被繼父虐打致死。
- 5月10日：淘大花園尼龍袋藏屍案。
- 5月25日：屯門市廣場命案。
- 5月29日：下午1時22分，一輛私家車沿紅隧香港前往九龍方向，駛至在管道400米的11號逃生門時，私家車突然起火，隧道內500人需疏散。
- 5月31日：全港最後一個難民營——望后石難民營關閉。

### 6月
- 東九龍走廊噪音預防工程二期展開。
- 6月5日：柴灣連城道4-12號仁樂大廈A座掟嬰案。
- 6月9日：早上八時許，一輛行走73X線的丹尼士巨龍（S3N256，車牌號碼EU9848）駛經城門隧道管道內時，車長發現車尾引擎冒煙，隨即停車疏散乘客。隧道公司人員及消防員到場將火救熄，車尾沙板及下層後排座椅被焚毀，車長及4名乘車吸入濃煙不適送院。
- 6月12日：灣仔金國大廈5樓命案。
- 6月18日：一热带低气压于大屿山以南海域生成，直接导致香港天文台发出今年首个三号强风信号，称热带低气压618。[5]

### 7月
- 被指非法管有及飼養猴子的陳伯與漁護署對簿公堂，法官基於人道理由，行使酌情權把金鷹交還給陳伯，並成為有史以來第一個擁有飼養猴子牌照的人[6]。
- 7月2日：大澳棚屋發生四級大火，焚燒5小時，近100間屋焚燬，300名居民無家可歸，一人吸入濃煙不適。[7]
- 7月7日：香港大學民意研究計劃主任鍾庭耀於報章撰文批評行政長官董建華透過第三者向他施壓，要求他停止對政府及行政長官的民望進行民意調查，引發其後的港大民調風波。

### 8月
- 8月2日：灣仔入境事務大樓發生縱火事件，2死48傷[8][9][10]，其中入境處職員梁錦光殉職、中國大陸爭取居港權人士林小星亦傷重不治。（詳見：香港入境事务大楼纵火案）
- 8月8日：英國皇家海軍及法國海軍組成的2000年度特遣艦隊（英语：Commander United Kingdom Task Group）抵達香港展開為期3日的訪問，指揮官由英海軍梅士勳少將（Stephen R. Meyer）出任[11]。
- 8月21日：元朗東輝閣10樓C室命案。
- 8月23日：大埔散頭角村裸屍案。
- 8月24日：一名15歲患自閉症、輕度智障的男童庾文翰失蹤，其後被發現在羅湖邊境管制站，當時入境處職員把他當作中國內地無證兒童送往深圳。庾文翰母親和親友以及深圳公安多次搜尋不果，至今下落不明。

### 9月
- 9月3日：新蒲崗康強街殺妻案。
- 9月10日：香港特別行政區成立後舉行第二屆香港立法會選舉。
- 9月14日：深井東村山坡腐屍案。
- 9月26日：荃灣華基工業中心廠戶不滿政府因興建九廣西鐵（今屯馬綫）而強行拆卸工廈及其賠償問題與政府爭拗，最終發生警民衝突。

### 10月
- 10月5日：九廣西鐵（今屯馬綫）動工興建。
- 10月19日：康怡花園R座411室命案。

### 11月
- 11月1日：立法會首讀《2001遊戲機中心條例草案》。
- 11月2日：移民美國香港人家庭發生兇殺案，17歲少女梁碧芝疑對不滿其與20歲非裔男友交往的父母心懷怨恨，串謀男友用皮帶勒死父母，藏屍屋內7日後推下紐約東河，梁及男友同被判30年監禁[12][13]。
- 11月12日：亞洲奧林匹克理事會於韓國釜山舉行全體會議，卡塔爾多哈擊敗香港取得2006年亞洲運動會主辦權，香港申辦亞運失敗。
- 11月18日：第一屆區議會日在香港理工大學舉行。特首董建華向劉皇發、林偉強及林貝聿嘉等區議員頒發區議會長期服務感謝狀。[14][15]

### 12月
- 12月1日：香港政府正式實行強制性公積金計劃。
- 12月30日：深水埗順寧道中醫館命案，為20世紀香港最後一宗命案。

## 節慶
下列節慶，如無註明，均是香港的公眾假期，同時亦是法定假日（俗稱勞工假期）。有 # 號者，不是公眾假期或法定假日（除非適逢星期日或其它假期），但在商業炒作下，市面上有一定節慶氣氛，傳媒亦對其活動有所報導。詳情可參看香港節日與公眾假期。
- 1月1日（星期六）：元旦
- 2月4日（星期五）：農曆年初一之前一日（補2月6日）
- 2月5日（星期六）：農曆年初一
- 2月6日（星期日）：農曆年初二
- 2月7日（星期一）：農曆年初三
- 4月4日（星期二）：兒童節 #、清明節
- 4月21日（星期五）：耶穌受難節（是公眾假期，但不是法定假日）
- 4月22日（星期六）：耶穌受難節翌日（是公眾假期，但不是法定假日）
- 4月24日（星期一）：復活節星期一（是公眾假期，但不是法定假日）
- 5月1日（星期一）：勞動節
- 5月11日（星期四）：佛誕（是公眾假期，但不是法定假日）
- 6月6日（星期二）：端午節
- 7月1日（星期六）：香港特別行政區成立紀念日
- 9月12日（星期二）：中秋節 #
- 9月13日（星期三）：中秋節翌日
- 10月1日（星期日）：中華人民共和國國慶日
- 10月2日（星期一）：中華人民共和國國慶日翌日（補10月1日）
- 10月6日（星期五）：重陽節
- 10月31日（星期二）：萬聖夜 #
- 12月21日（星期四）：冬至（是法定假日，但不是公眾假期，根據法定假日放假的機構，或會聖誕節放假，冬至不放假。部份機構或會提早下班）
- 12月24日（星期日）：平安夜#（不是公眾假期或法定假日，但部份機構或會提早下班或放假一天）
- 12月25日（星期一）：聖誕節（根據法定假日放假的機構，或會冬至放假，聖誕節不放假）
- 12月26日（星期二）：聖誕節後第一個周日（是公眾假期，但不是法定假日）
- 12月31日（星期日）：公曆除夕# （不是公眾假期或法定假日，但部份機構或會提早下班或放假一天）

## 逝世人物
- 2月11日——何英傑(何伯)，89歲，香港商人、慈善家，為香港煙草有限公司創辦人。
- 4月10日——于倩，57歲，邵氏知名女星。
- 4月17日——梅愛芳，40歲，已故香港巨星梅艷芳的胞姊，同為歌手及演員，因子宮頸癌逝世。
- 4月24日——馮公夏，約97歲，香港貿易商人、佛教界人士，因膽管癌逝世。
- 6月3日——安子介，87歲，香港工業家、政治家，曾任政協、特區籌委等多項公職。
- 7月23日——高寶樹，61歲，邵氏知名女星。
- 8月11日——梁錦光，43歲，為入境事務處高級入境事務主任，在入境事務大樓縱火案中嚴重燒傷，最後不治殉職。
- 11月29日—李汶靜，43歲，前無綫新聞記者及主播，因腸癌病逝。
- 11月30日—鄭孟霞，88歲，著名粵劇劇作家唐滌生之妻，上海京劇名伶

## 大型獎項

### 社會貢獻
- 大紫荊勳章：列顯倫、沈澄、毛鈞年、查良鏞、饒宗頤
- 金英勇勳章：梁錦光、盧俊河、黎耀宗
- 香港十大傑出青年選舉：范瑩孫、孔美琪、廖家俊、羅健中、梁美芬、盧煜明、吳長勝、吳小清、倪文玲（共9名）

### 電視廣播有限公司獎項（2000年）
香港小姐
- 冠軍：劉慧蘊
- 亞軍：簡佩堅
- 季軍：劉嘉慧
- 最上鏡小姐：劉慧蘊
- 國際親善小姐：劉慧蘊
- 最佳男主角：歐陽震華
- 最佳女主角：鄭裕玲
- 全球華人新秀歌唱大賽香港區選拔賽金咪大獎（冠軍）：梁浩賢
- 最受歡迎男歌手：郭富城
- 最受歡迎女歌手：陳慧琳
- 金曲金獎：《少女的祈禱》（歌手：楊千嬅）